# Tachardina oligopora
Tachardina oligopora är en insektsart som beskrevs av Abraham Munting 1966. Tachardina oligopora ingår i släktet Tachardina och familjen Kerriidae. Inga underarter finns listade i Catalogue of Life.